# Байковка (Винницкая область)
Ба́йковка (укр. Байківка) — село на Украине, находится в Калиновском районе Винницкой области.
Код КОАТУУ — 0521680303. Население по переписи 2001 года составляет 552 человека. Почтовый индекс — 22430. Телефонный код — 4333.
Занимает площадь 1,922 км².
В селе действует храм Покрова Пресвятой Богородицы Калиновского благочиния Винницкой епархии Украинской православной церкви.

## Адрес местного совета
22430, Винницкая обл., Калиновский р-н, с. Байковка, ул. Ленина, 14.